# Забаро-Давидівська сільська рада
Забаро-Давидівська сільська рада — колишня адміністративно-територіальна одиниця та орган місцевого самоврядування у Емільчинському і Городницькому районах Коростенської й Волинської округ, Київської та Житомирської областей Української РСР з адміністративним центром у селі Забаро-Давидівка.

## Населені пункти
Сільській раді на час ліквідації були підпорядковані населені пункти:
- с. Забаро-Давидівка

## Населення
У 1926 році чисельність населення сільської ради становила 929 осіб.
Кількість населення ради, станом на 1931 рік, становила 692 особи.

## Історія та адміністративний устрій
Створена 30 жовтня 1924 року, відповідно до рішення Волинської ГАТК № 11/6 «Про виділення та організацію національних сільрад», як польська національна сільська рада, в с. Забаро-Давидівка Велико-Глумчанської сільської ради Емільчинського району Коростенської округи. 20 березня 1926 року до складу ради включено слободу Володимирівка Велико-Глумчанської сільської ради та урочище Корди (Корди-Корнін) Ємільчинського району. 13 липня 1927 року слоб. Володимирівка повернуто до складу Велико-Глумчанської сільської ради Ємільчинського району.
13 липня 1927 року сільську раду передано до складу Городницького району Коростенської округи. Станом на 1 жовтня 1941 року ур. Корди не перебуває на обліку населених пунктів.
Станом на 1 вересня 1946 року сільська рада входила до складу Городницького району Житомирської області, на обліку в раді перебувало с. Забаро-Давидівка.
Ліквідована 11 серпня 1954 року, відповідно до указу Президії Верховної ради УРСР «Про укрупнення сільських рад по Житомирській області», територію та с. Забаро-Давидівка приєднано до складу Великоглумчанської сільської ради Городницького району Житомирської області.